# XX Congreso Nacional del Partido Comunista de China
El XX Congreso Nacional del Partido Comunista de China (chino: 中国共产党第二十次全国代表大会, pinyin: Zhōngguó gòngchǎndǎng dì èrshí cì quánguó dàibiǎo dàhuì) es la 20.ª edición del máximo órgano del Partido Comunista de China. El Congreso se reunió en Pekín, en el Gran Salón del Pueblo, iniciando sus sesiones el 16 de octubre de 2022 para sesionar durante una semana. El Congreso está integrado por 2296 delegados elegidos en 38 unidades electorales y 83 delegados especialmente invitados, en representación de 95,14 millones de afiliados.

Su tarea es revisar la situación nacional e internacional, establecer la hoja de ruta para el período 2023-2028, que ha sido considerado clave por las autoridades chinas, debido principalmente a la política de «supresión estratégica» lanzada por los Estados Unidos, que amenaza el desarrollo y la seguridad del país. La agencia oficial de noticias Xinhua informó que los miembros del Congreso trabajarán en el marco del Plan Integrado de Cinco Esferas (desarrollo económico, político, cultural, social y ecológico) y la Estrategia Integral de Cuatro Puntas (construcción integral de una sociedad moderadamente próspera, profundización de las reformas, gobierno de la nación de acuerdo con la ley y gobierno estricto del Partido), establecido en 2012 en el 18.º Congreso del PCCh. El XX Congreso se realiza en un momento en el que China finaliza la etapa de construir «una sociedad moderadamente acomodada», para iniciar una nueva etapa definida como hacer de China «un país socialista moderno en todos los aspectos», en el marco de un nuevo orden mundial entendido como «una comunidad global de futuro compartido».
Una de las funciones centrales del Congreso es elegir los miembros de su máximo órgano de conducción, el Comité Central, al que a su vez le corresponde elegir al Politburó, a los siete integrantes del Comité Permanente y al secretario general del Partido.

## Composición y elección
El Congreso fue integrado por 2296 delegados elegidos en 38 unidades electorales y 83 delegados especialmente invitados, en representación de 95,14 millones de afiliados. La elección de los mismos se realizó luego de un riguroso sistema de selección de candidatos y consultas con las organizaciones partidarias de cada unidad electoral, de modo de asegurar una serie de estándares y requisitos de representación preestablecidos. En esta ocasión, el Partido alentó a las unidades electorales a seleccionar delegados que hayan hecho contribuciones significativas en la lucha contra la pobreza, la innovación tecnológica y la batalla contra la pandemia de Covid-19. Entre otros fueron elegidos el experto en enfermedades infecciosas Zhong Nanshan y la primera mujer astronauta de China en realizar actividades extravehiculares, Wang Yaping.
Los trabajadores de primera línea representaron el 33,6 por ciento del total. El South China Morning Post señaló que la representación femenina, con respecto al congreso anterior, aumentó 3 puntos porcentuales al 27 por ciento, significando 619 delegadas, aunque dejando constancia también que el Comité Central elegido en 2017 solo tenía un 10% de mujeres. Por su parte, los delegados de minorías étnicas sumaron un total de 264, o alrededor del 12 por ciento, casi lo mismo que en el congreso anterior del partido.

## Informe del Comité Central
Texto completo del Informe del Comité Central al XX Congreso (en chino)
El primer día de sesiones el Congreso recibió el informe del Comité Central saliente, titulado «Manteniendo en alto la gran bandera del socialismo con características chinas y luchando por construir un país socialista modernizado de forma integral», que fue leído por su secretario general, Xi Jinping. Una versión completa del documento en chino, puede hallarse en Wikisource. 
El informe constó de 15 capítulos: 
1. El trabajo de los últimos cinco años y los grandes cambios en la Nueva Era sucedidos en la década pasada;
2. Abriendo un nuevo campo de modernización del marxismo en China;
3. La misión y tareas del Partido Comunista de China en el nueva era y nuevo camino;
4. Acelerar la construcción de un nuevo patrón de desarrollo y promover un desarrollo de alta calidad;
5. Implementar la estrategia de rejuvenecer el país a través de la ciencia y la educación, y fortalecer el apoyo de los talentos para la modernización;
6. Desarrollar la democracia popular en todo el proceso y asegurar que el pueblo sea el amo del país;
7. Adherirse a la regla de la ley de manera integral, y promover la construcción de China bajo el Estado de derecho;
8. Promover la autoconfianza cultural y la superación personal, y crear un nuevo esplendor de la cultura socialista;
9. Mejorar el bienestar y la calidad de vida de las personas;
10. Promover el desarrollo verde y la coexistencia armoniosa entre el hombre y la naturaleza;
11. Promover la modernización de los sistemas y capacidades de seguridad nacional, y salvaguardar resueltamente la seguridad nacional y la estabilidad social;
12. Realizar el objetivo de la lucha del centenario del ejército es crear una nueva situación para la defensa nacional y la modernización militar;
13. Cumplir y mejorar «un país, dos sistemas» y promover la reunificación de la patria;
14. Promover la paz y el desarrollo mundiales, y la construcción de una comunidad de destino de la humanidad;
15. Gobernar el Partido de manera inquebrantable y exhaustiva y seguir avanzando en el nuevo gran proyecto de construcción del Partido en la nueva era.[3]

Los observadores han señalado que el uso de la expresión «nueva era», es una categoría propia de Xi Jinping para referirse al período iniciado con el XVIII Congreso de 2012, en el que fue consagrado su liderazgo. El Informe destaca el avance de la producción china, que pasó de ser el 7,2% de la economía mundial en 2012 para ser el 18,5% en 2022, a la vez que remarca el hecho histórico de que China haya logrado en 2022 erradicar la pobreza extrema. «Promoveremos la igualdad de oportunidades, el aumento de los ingresos de quienes menos ganan y la expansión del tamaño del grupo de ingresos medios», dijo Xi en su discurso, a la vez que ratificó el nuevo patrón de desarrollo establecido en el Plan Quinquenal 2021-2025, con el ciclo doméstico como cuerpo principal pero reforzándose con el ciclo internacional.
Con respecto a la situación internacional, el Informe propone construir un nuevo sistema de gobernanza global, basado firmemente en el sistema de las Naciones Unidas y su Carta fundacional, excluyendo todas las formas de hegemonismo, política de represión, mentalidad de guerra fría y «chantaje». Xie Maosong, investigador del Instituto de Estrategia Nacional de la Universidad de Tsinghua, comentó que el informe de Xi indicaba también que China promueve la construcción de una economía mundial abierta: «cuando Occidente trata de desacoplarse, China hará lo opuesto, construyendo más asociaciones y más intercambio comercial e inversiones con otros países».

## Nuevo Comité Central
El día sábado 22 de octubre, último día de sesión, el Congreso eligió el nuevo Comité Central de 205 miembros. Al día siguiente se realizó la primera reunión del Comité Central, que procedió a elegir los 25 miembros del Politburó y los 7 miembros del Comité Permanente del Polituburó. La característica más destacada de estas decisiones fue el desplazamiento de tres altos dirigentes cercanos al expresidente Hu Jintao: el primer ministro Li Keqiang (número dos del gobierno), el vice primer ministro Han Sheng (exalcalde de Shanghái) y Wang Yang, este último conocido como líder del «modelo de desarrollo de Guandong» de fuerte impronta privatista y ser autor de la «teoría de la torta», una estrategia económica que sostiene que mejor que «redistribuir la torta» es «agrandarla».
Los siete miembros del Comité Permanente del Polituburó elegidos por el Comité Central fueron: 
1. Xi Jinping (习近平) (71 años)
2. Li Qiang (李强) (65 años)
3. Zhao Leji (赵乐际) (68 años)
4. Wang Huning (王沪宁) (69 años)
5. Cai Qi (蔡奇) (69 años)
6. Ding Xuexiang (丁薛祥) (62 años)
7. Li Xi (李希) (68 años)